# Protesty w Iraku (2011)
Protesty w Iraku – antyrządowe protesty o charakterze społeczno-politycznym w Iraku.
Społecznie przeciwko: złej sytuacji bytowej, bezrobociu i słabemu bezpieczeństwu, politycznie przeciwko: Regionalnemu Rządowi Kurdystanu i korupcji.
Rozpoczęły się 12 lutego 2011 roku pod wpływem udanych rewolucji w Tunezji i Egipcie.

## Protesty
Przed rozpoczęciem protestów, w celu ich uniknięcia premier Nuri al-Maliki oświadczył, że nie będzie kandydował na trzecią kadencję w 2014. Niemniej 12 lutego, do pierwszych wystąpień doszło w Bagdadzie i Karbali, gdzie setki demonstrantów domagały się zwiększenia bezpieczeństwa w kraju i walki z korupcją. Natomiast w Mosulu 13 lutego podpalił się 31-letni Abdulmunir Abdullah nie mogący znaleźć pracy.
16 lutego 2 tys. protestujących zajęło budynek rady prowincji w mieście Kut. Protestujący domagali się dymisji gubernatora. W mieście występowały problemy z wodą i elektrycznością. Trzy osoby zostały zabite, a 30 zostało rannych. 17 lutego dwie osoby zginęły w ataku w ataku na urząd w Sulejamnie.
18 lutego ok. 1000 ludzi zablokowało most w Basrze. Społeczeństwo domaga się wyższych rent i emerytur oraz poprawy warunków bytowych i zmniejszenia bezrobocia. Manifestanci domagają się też, żeby dochody z ropy naftowej trafiały do narodu, a nie do skorumpowanych urzędników. Irakijczycy deklarowali pokojowe manifestacje i chcieli ustąpienia gubernatora prowincji.
25 lutego został zorganizowany Dzień Gniewu. Do walk pomiędzy protestującymi a siłami porządkowymi doszło w kilku większych miastach Iraku. Tysiące ludzi wyszły na ulice, by zaprotestować przeciwko korupcji i kiepskim warunkom bytowym. Łącznie w starciach zginęło 11 osób. Ofiary śmiertelne padły w mieście Hawidża (3 zabitych, 15 rannych), w Mosulu (5 zabitych, 15 rannych), w Faludży (2 zabitych, 14 rannych), w Kalar k. Sulejmani (1 zabity, 25 rannych). W Sulejman Pek 6 osób odniosło obrażenia. Tysięczne demonstracje odbyły się ponadto w rodzinnych mieście Saddama Husajna – Tikricie, Kirkuku oraz Karbali. W Basrze protestowało 4 tys. ludzi. Największa manifestacja miała miejsce w Bagdadzie na Placu Tahrir (Wyzwolenia). W stolicy zablokowany most Dżumhurija na Tygrysie, ponadto w całej stolicy wprowadzono zakaz ruchu samochodowego. Demonstranci deklarują organizowanie jedynie pokojowych manifestacji. Władze prosiły ludzi o powstrzymanie się od demonstranci ze względu zagrożenia terrorystycznego. Udział w nich odradzali również szyiccy przywódcy religijni.
4 marca, po porannych modłach w Bagdadzie doszło do wystąpień Irakijczyków. Setki ludzi zablokowało główne ulice miasta. Protesty miały miejsce także w Kirkuku, Basrze, Mosulu oraz Nadżafie.
Ponowne wystąpienia miały miejsce w drugiej połowie kwietnia. W dniach 18–19 kwietnia do demonstracji przeciwko Masudowi Barzaniemu doszło w Kurdyjskim Okręgu Autonomicznym. Rannych zostało 120 osób.